# Ток (рачунарство)
У рачунарству, израз ток (енгл. stream) се користи на много начина, односивши се у свим случајевима на узастопност чланова података који су током времена доступни.
На јуниксу и сродним системима заснованим на програмском језику , ток је извор податка, обично појединих бајтова или знакова. Ток је апстракција коришћена када се читају или пишу датотеке, или комуницира мрежним грлима (sockets).